# Zona subantàrtica
La zona subantàrtica és una regió fisiogràfica de l'hemisferi sud, situada immediatament al nord de la regió antàrtica. Això es tradueix aproximadament a una latitud d'entre 46° i 60° al sud de l'equador. La regió subantàrtica inclou moltes illes a les parts meridionals dels oceans Atlàntic, Índic i Pacífic, especialment les situades al nord de la Convergència Antàrtica. Les glaceres subantàrtiques, per definició, es troben a les illes de la regió subantàrtica. Totes les glaceres situades al continent antàrtic es consideren, per definició, glaceres antàrtiques.

## Geografia
La regió subantàrtica comprèn dues zones geogràfiques i tres fronts atmosfèrics diferents. El límit més septentrional de la regió subantàrtica és el Front Subtropical (STF), força mal definit, també conegut com a Convergència Subtropical. Al sud del STF hi ha una zona geogràfica, la Zona Subantàrtica (ASZ). Al sud de l'ASZ es troba el Front Subantàrtic (SAF). Al sud del SAF hi ha una altra zona marina, anomenada Zona Frontal Polar (ZPF). La ZAS i la ZPF formen juntes la regió subantàrtica. El límit més meridional de la ZPF (i, per tant, la frontera sud de la regió subantàrtica) és la Convergència Antàrtica, situada aproximadament a 200 quilòmetres al sud del Front Polar Antàrtic (FPA).

### Influència del Corrent Circumpolar Antàrtic i de la circulació termohalina

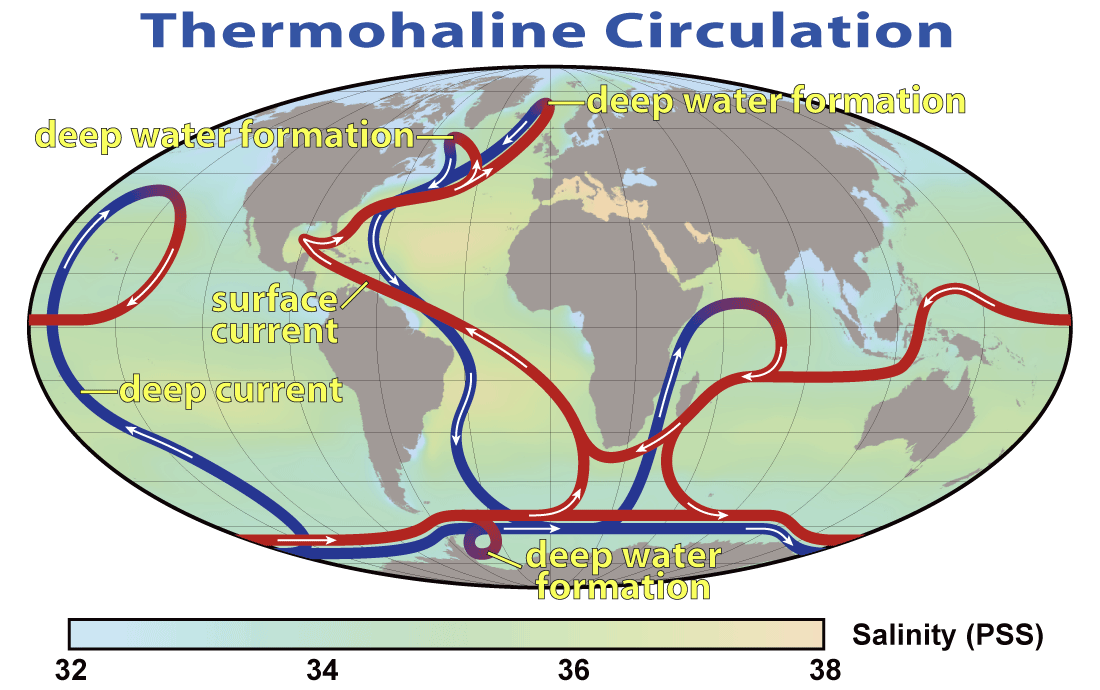
La circulació termohalina global influeix fortament en el clima regional i global. Els camins blaus representen els corrents d'aigües profundes, mentre que els camins vermells representen els corrents superficials.

El front subantàrtic, que es troba entre els 48°S i els 58°S a l'oceà Índic i Pacífic i entre els 42°S i els 48°S a l'oceà Atlàntic, defineix el límit nord del corrent circumpolar antàrtic (o ACC). L'ACC és el corrent oceànic més important de l'oceà Antàrtic i l'únic corrent que flueix completament al voltant de la Terra. Fluint cap a l'est a través de les porcions meridionals dels oceans Atlàntic, Índic i Pacífic, l'ACC uneix aquestes tres conques oceàniques, que d'altra banda estarien separades. Estenent-se des de la superfície del mar fins a profunditats de 2.000 a 4.000 metres, i amb una amplada de fins a 2.000 quilòmetres, l'ACC transporta més aigua que qualsevol altre corrent oceànic. L'ACC transporta fins a 150 Sverdrups (150 milions de metres cúbics per segon), equivalent a 150 vegades el volum d'aigua que flueix per tots els rius del món. L'ACC i la circulació termohalina global influeixen fortament en el clima regional i global, així com en la biodiversitat submarina.
Un altre factor que contribueix al clima de la regió subantàrtica, tot i que en molta menys mesura que la circulació termohalina, és la formació d'aigua de fons antàrtic (ABW) per dinàmica halotèrmica. La circulació halotèrmica és aquella part de la circulació oceànica global que està impulsada pels gradients de densitat global creats per la calor superficial i l'evaporació.

## Definicions científica i política de la ZSA

Corrents de llarg abast, cèl·lules de circulació i diferents tipus de massa d'aigua que conflueixen a l'interior de l'Oceà Antàrtic.

Diverses masses d'aigua diferents convergeixen a les rodalies immediates de l'APF o Convergència Antàrtica (en particular, l'aigua superficial subantàrtica (aigua en mode subantàrtic o SAMW), l'aigua superficial antàrtica i l'aigua intermèdia antàrtica). Aquesta convergència crea un entorn únic, conegut per la seva alta productivitat marina, especialment per al krill antàrtic. Per això, totes les terres i aigües situades al sud de la Convergència Antàrtica es consideren pertanyents a l'Antàrtida des d'un punt de vista climatològic, biològic i hidrològic. [cal citació] Tanmateix, el text del Tractat Antàrtic, article VI ("Zona coberta pel Tractat") estableix: "Les disposicions d'aquest Tractat s'aplicaran a la zona al sud dels 60° de latitud sud". Per tant, l'Antàrtida es defineix des d'un punt de vista polític com totes les terres i plataformes de gel al sud dels 60° de latitud sud.

## Illes subantàrtiques
Entre 46° i 50° al sud de l'equador, a la regió sovint anomenada "Les Quaranta rugents", hi ha les illes Crozet, les illes del Príncep Eduard, l'illa Wager, les illes Bounty, les illes Snares, les illes Kerguelen, les illes Antípodes i les illes Auckland. La geografia d'aquestes illes es caracteritza per la tundra, amb alguns arbres a les illes Snares i a les illes Auckland. Totes aquestes illes estan situades a prop de la Convergència Antàrtica (amb les illes Kerguelen al sud de la Convergència) i es consideren correctament illes subantàrtiques.
Entre 51° i 56° al sud de l'equador, les illes Malvines, l'illa dels Estats, les illes Ildefons, les illes Diego Ramírez i altres illes associades amb la Terra del Foc i el cap de Forns, es troben al nord de la Convergència Antàrtica a la regió sovint anomenada "Les furioses cinquanta". A diferència d'altres illes subantàrtiques, aquestes illes tenen arbres, prats temperats (principalment herba tussock) i fins i tot terres cultivables. També manquen de tundra i neu i gel permanents a les seves elevacions més baixes. Malgrat la seva ubicació més meridional, és discutible si aquestes illes s'han de considerar com a tals, ja que el seu clima i geografia difereixen significativament d'altres illes subantàrtiques.
Entre 52° i 57° sud de l'equador, el grup de les illes Campbell, les illes Heard i McDonald, l'illa Bouvet, el grup de Geòrgia del Sud, l'illa Macquarie i les illes Sandwich del Sud també es troben a les (latituds) Cinquantes Furioses. La geografia d'aquestes illes es caracteritza per la tundra, el permafrost i els volcans. Aquestes illes estan situades a prop o al sud de la Convergència Antàrtica, però al nord de la latitud 60° S (el límit continental segons el Tractat Antàrtic). Per tant, tot i que algunes estan situades al sud de la Convergència Antàrtica, encara s'han de considerar illes subantàrtiques en virtut de la seva ubicació al nord de 60° S.
Entre 60° i 69° sud de l'equador, a la regió sovint anomenada "Les Seixanta cridaires", les illes Òrcades del Sud, les illes Shetland del Sud, les illes Balleny, l'illa Scott i l'illa Pere I es consideren illes antàrtiques per les tres raons següents:
1. totes estan situades al sud de la Convergència Antàrtica
2. totes estan situades dins de l'oceà Antàrtic (o Antàrtic)
3. totes estan situades al sud del paral·lel 60 sud

A la llum de les consideracions anteriors, les següents illes s'han de considerar subantàrtiques:
| Nom de les illes o arxipèlags | Coord.                                     | Oceà     | Estat        |
| ----------------------------- | ------------------------------------------ | -------- | ------------ |
| Illes Antípodes               | 49° 40′ S, 178° 46′ E / 49.667°S,178.767°E | Pacífic  | Nova Zelanda |
| Auckland                      | 50° 42′ S, 166° 05′ E / 50.700°S,166.083°E | Pacífic  | Nova Zelanda |
| Bounty                        | 47° 45′ S, 179° 03′ E / 47.750°S,179.050°E | Pacífic  | Nova Zelanda |
| Bouvet (Bouvetøya)            | 54° 26′ S, 03° 24′ E / 54.433°S,3.400°E    | Atlàntic | Noruega      |
| Grup de Campbell              | 52° 32′ S, 169° 08′ E / 52.533°S,169.133°E | Pacífic  | Nova Zelanda |
| Crozet (Illes o Arxipèlag)    | 46° 25′ S, 51° 59′ E / 46.417°S,51.983°E   | Índic    | França       |
| Heard i McDonald              | 53° 04′ S, 73° 00′ E / 53.067°S,73.000°E   | Índic    | Austràlia    |
| Kerguelen                     | 49° 15′ S, 69° 35′ E / 49.250°S,69.583°E   | Índic    | França       |
| Macquarie                     | 54° 38′ S, 158° 52′ E / 54.633°S,158.867°E | Pacífic  | Austràlia    |
| Illes del Príncep Eduard      | 46° 46′ S, 37° 51′ E / 46.767°S,37.850°E   | Índic    | Sud-àfrica   |
| Grup de Geòrgia del Sud       | 54° 30′ S, 37° 00′ O / 54.500°S,37.000°O   | Atlàntic | Regne Unit   |
| Grup de Sandwich del Sud      | 57° 30′ S, 27° 00′ O / 57.500°S,27.000°O   | Atlàntic | Regne Unit   |
| Snares                        | 48° 01′ S, 166° 32′ E / 48.017°S,166.533°E | Pacífic  | Nova Zelanda |